# Marie Laeng-Stucki
Marie Laeng-Stucki (née Stucki le 30 juillet 1905 à Signau dans le canton de Berne et décédée le 27 août 1974 à Genève)) est une entrepreneure suisse dans l'industrie du son. Avec son mari Fritz Laeng, elle fonde Lenco AG Burgdorf, une usine spécialisée dans les platines vinyles et les pièces moulées par injection qui a façonné l'industrie musicale suisse entre 1945 et 1974.

## Vivre et agir
Marie Stucki grandit sans père, décédé avant sa naissance. Sa mère est décédée quand elle avait 7 ans. Elle est ensuite placée dans un centre familial, séparée de son frère, où elle subit des violences mais a également suivi une scolarité primaire. Après avoir terminé sa scolarité obligatoire, elle quitte le foyer et part en Italie, où elle travaille comme femme de ménage et secrétaire dans des hôtels de Florence et de Naples. À l'âge de 22 ans, elle rentre en Suisse et travaille à l'Hotelwachter à Berne.
Elle y rencontre l'électricien et photographe Fritz Laeng, qui dirige alors un petit magasin de radio à Berthoud, au nord-est de Berne. Ils se marient en 1929. La passion commune pour la technologie radio et les tourne-disques est cruciale et Marie Laeng-Stucki devient l'associée de son mari. Elle contribue au développement et au succès de l'entreprise. Elle oeuvre particulièrement à la gestion du magasin et de l'atelier. Pendant la guerre de 1939-1945, Fritz Laeng est enrôlé dans l’armée. Marie Laneg-Stucki dirige seule les affaires de l'entreprise.
En 1946, Marie Laeng-Stucki et son mari Fritz fondent Lenco AG Burgdorf, une usine de tourne-disques et de pièces moulées par injection, avec le technicien radio Bruno Grütter. Le nom Lenco remonte à l'idée de Maria Laeng-Stucki, créée à partir de parties du nom de famille. Marie Laeng-Stucki encourage le développement des séries de modèles et inspire de nouvelles alliances pour la distribution des produits. Grâce à un coup de génie, elle négocie un contrat d'exclusivité pour la livraison de tourne-disques de 1953 à la filiale et division de livres de Migros Ex Libris avec sa directrice de l'époque, Elsa Gasser. Sur un millier de platines prévues initialement, 50 000 ont été livrées au bout de quatre ans. À partir de 1955, l'entreprise développe un tourne-disque simple et peu coûteux, commercialisé à un prix attractif sous le nom d' Ex Libris Junior. Marie Laeng-Stucki assure ainsi l'avenir de l'entreprise pour une période plus longue. Marie Laeng-Stucki inspire notamment la construction de plusieurs sites de production de l'entreprise à Steg en Valais et à Osimo (Italie).
Tout au long de sa vie, Marie Laeng s'efforce de promouvoir le progrès social à l'intérieur et à l'extérieur de son entreprise. Elle a par exemple fondé une institution pour soutenir les enfants défavorisés. À la tête d’une entreprise multinationale de plus de 1300 collaborateurs, elle devient l’une des «entrepreneures les plus puissantes de Suisse», comme l’écrivait l’auteur Joseph Tardellas dans son livre Le son suisse. Une excellence mondiale écrit.
Jusqu'à sa mort, Marie Laeng-Stocki travaille dans l'entreprise qu'elle dirigea avec son mari. Elle est mère de quatre enfants, dont deux sont décédés à la naissance.

## Distinctions
L'Institut pour l'industrie et l'économie d'Osimo (Italie) est rebaptisé en son honneur Instituto Maria Laeng en 2010.